# Яковлев, Евгений Иванович (инженер)
Евгений Иванович Яковлев (18 [31] января 1911, Песочное, Ярославская губерния — неизвестно) — советский инженер, специалист в области конструирования корабельной радиолокационной аппаратуры, лауреат Сталинской премии третьей степени.

## Биография
Родился 18 января 1911 года в посёлке Песочное, ныне Рыбинский район Ярославской области.
Окончил Московский радиотехникум УСМО НКС (1954).
В 1936—1943 техник, старший техник на заводе № 192 (Москва).
С 1943 по 1971 инженер, ведущий инженер НИИ-10.
Ведущий разработчик малогабаритной РЛС сантиметрового диапазона «Зарница» для торпедных катеров ВМФ (обнаружение надводных целей, получение данных для торпедной атаки).

## Награды
- Сталинская премия третьей степени (1950) — за разработку в области военной техники